# Crash Landing on You
Crash Landing on You (hangul: 사랑의 불시착 Sarang-ui bulsichak) – południowokoreański serial telewizyjny emitowany na antenie tvN. Był emitowany od 14 grudnia 2019 do 16 lutego 2020 roku, w soboty i niedziele o 21:00, liczy 16 odcinków. Główne role odgrywają w nim Hyun Bin, Son Ye-jin, Kim Jung-hyun i Seo Ji-hye. Seria jest udostępniona za pośrednictwem platformy Netflix, także w Polsce.
Ostatni odcinek osiągnął najwyższą oglądalność 21,683%, drugą wśród seriali koreańskich spośród telewizji kablowych w dniu jego premiery.

## Fabuła
Serial opowiada historię Yoon Se-ri, kobiety z Korei Południowej, która wskutek wichury przypadkowo rozbija się na terenie Korei Północnej.

## Obsada

### Główna
- Hyun Bin jako Ri Jeong-hyeok
- Son Ye-jin jako Yoon Se-ri
- Kim Jung-hyun jako Gu Seung-joon / Alberto Gu
- Seo Ji-hye jako Seo Dan

### W pozostałych rolach
| Otoczenie Yoon Se-ri - Nam Kyung-eup jako Yoon Jeung-pyeong, ojciec Se-ri. - Bang Eun-jin jako Han Jeong-yeon, macocha Se-ri. - Choi Dae-hoon jako Yoon Se-joon, brat przyrodni Se-ri. - Hwang Woo-seul-hye jako Do Hye-ji, żona Se-joona. - Park Hyung-soo jako Yoon Se-hyung, brat przyrodni Se-ri. - Yoon Ji-min jako Go Sang-ah, żona Se-hyunga. - Go Kyu-pil jako Hong Chang-sik, menadżer zespołu Se-rir. - Lim Chul-soo jako Park Soo-chan, agent ubezpieczeniowy Se-ri. Otoczenie Ri Jeong-hyuka - Jun Gook-hwan jako Ri Choong-ryeol, ojciec Jeong-hyuka. - Jung Ae-ri jako Kim Yoon-hee, matka Jeong-hyuka. - Ha Seok-jin jako Ri Moo-hyuk, brat Jeong-hyuka. - Oh Man-seok jako Jo Cheol-kang - Yang Kyung-won jako Pyo Chi-soo - Yoo Su-bin jako Kim Ju-muk - Tang Jun-sang jako Geum Eun-dong - Lee Shin-young jako Park Kwang-beom - Kim Young-min jako Jeong Man-bok Otoczenie Seo Dan - Jang Hye-jin jako Go Myeong-eun, matka Dan. - Park Myung-hoon jako Go Myeong-sok, wuj Dan. - Hong Woo-jin jako dyrektor Cheon Mieszkańcy północnokoreańskiej wioski - Kim Sun-young jako Na Wol-sook - Kim Jung-nan jako Ma Yeong-ae - Jang So-yeon jako Hyeon Myeong-soon - Cha Chung-hwa jako Yang Ok-geum |

## Produkcja
Proces produkcji okazał się niezwykle skrupulatny, ze względu na relacje Korei Południowej z Koreą Północną, w których rozgrywa się większość fabuły. Unikano użycia słowa „Przewodniczący” w odniesieniu do przywódców Korei Północnej, a przypinki do klap ubrań w Korei Północnej noszone przez członków obsady grających role Północnokoreańczyków były o jedną trzecią mniejsze niż w rzeczywistości. 
Kierownik ds. rekwizytów, Joo Dong-man, powiedział, że załoga nie miała „przewodnika po wielu przeszkodach, przez które musieli przejść – umiejętnie i delikatnie – aby dokładnie przedstawić kraj, unikając krytyki”. Pracowali we współpracy z Północnokoreańczykami mieszkającymi w Korei Południowej i z informacjami z badań. 
Pierwsze czytanie scenariusza odbyło się 31 lipca 2019 roku w Sangam-dong, w Seulu, a zdjęcia za granicą rozpoczęły się pod koniec sierpnia 2019 roku. Sceny z Korei Północnej zostały nakręcone w Korei Południowej i Mongolii. Sceny, które miały miejsce w Szwajcarii zostały nakręcone na miejscu.

## Odbiór
Serial, po rozpoczęciu emisji, zajął 4. pozycję na liście najwyżej ocenianych koreańskich seriali telewizji kablowej. Oglądalność ostatniego odcinka była drugą wśród seriali koreańskich spośród telewizji kablowych. Crash Landing on You okazał się też być hitem w całej Azji, szczególnie w Indonezji, Malezji, na Filipinach i Tajlandii. Finał był najpopularniejszym tematem na Twitterze, a hasztag #CrashLandingOnYouFinale znalazł się na szczycie listy na kilka godzin przed emisją odcinka. Crash Landing on You pojawił się również jako jeden z najpopularniejszych programów na Netflixie (który jest właścicielem praw do dystrybucji poza Koreą Południową) i cieszył się powszechną popularnością nawet po zakończeniu emisji programu w Korei.
Sukces tego serialu pomógł zwiększyć sprzedaż markowych produktów dzięki ich lokowaniu – m.in. główni bohaterowie przedstawieni przez Hyun Bina i Son Ye-jin zamawiali Gold Olive Chicken z BBQ, którego sprzedaż dzięki serialowi poprawiła się o 100%. Nastąpił także wzrost sprzedaży kolczyków Swarovskiego noszonych przez Son Ye-jin.

## Oglądalność
| No. | Data emisji           | Oglądalność (AGB Nielsen) |
| --- | --------------------- | ------------------------- |
| 1   | 14 grudnia 2019(dts)  | 6,074%                    |
| 2   | 15 grudnia 2019(dts)  | 6,845%                    |
| 3   | 21 grudnia 2019(dts)  | 7,414%                    |
| 4   | 22 grudnia 2019(dts)  | 8,499%                    |
| 5   | 28 grudnia 2019(dts)  | 8,730%                    |
| 6   | 29 grudnia 2019(dts)  | 9,223%                    |
| 7   | 11 stycznia 2020(dts) | 9,394%                    |
| 8   | 12 stycznia 2020(dts) | 11,349%                   |
| 9   | 18 stycznia 2020(dts) | 11,516%                   |
| 10  | 19 stycznia 2020(dts) | 14,633%                   |
| 11  | 1 lutego 2020(dts)    | 14,238%                   |
| 12  | 2 lutego 2020(dts)    | 15,933%                   |
| 13  | 8 lutego 2020(dts)    | 14,097%                   |
| 14  | 9 lutego 2020(dts)    | 17,705%                   |
| 15  | 15 lutego 2020(dts)   | 17,066%                   |
| 16  | 16 lutego 2020(dts)   | 21,683%                   |

## Ścieżka dźwiękowa
Single
| Rok  | Tytuł                                               | Najwyższa pozycja | Album   |
| Rok  | Tytuł                                               | KOR               | Album   |
| ---- | --------------------------------------------------- | ----------------- | ------- |
| 2019 | „But It's Destiny” (우연인 듯 운명) (10cm)          | 108               | Part 1  |
| 2019 | „Flower” (Yoon Mi-rae)                              | 22                | Part 2  |
| 2020 | „Sunset” (노을) (Davichi)                           | 47                | Part 3  |
| 2020 | „Here I Am Again” (다시 난, 여기) (Baek Ye-rin)     | 4                 | Part 4  |
| 2020 | „Someday” (어떤 날엔) (Kim Jae-hwan)                | 18                | Part 5  |
| 2020 | „Photo of My Mind” (내 마음의 사진) (Song Ga-in)    | 35                | Part 6  |
| 2020 | „The Hill of Yearning” (그리움의 언덕) (April 2)    | 187               | Part 7  |
| 2020 | „All of My Days” (나의 모든 날) (Sejeong (Gugudan)) | 50                | Part 8  |
| 2020 | „Like You” (좋다) (So Soo-bin, Sohee (Nature))      | –                 | Part 9  |
| 2020 | „Let Us Go” (둘만의 세상으로 가) (Crush)            | 3                 | Part 10 |
| 2020 | „Give You My Heart” (마음을 드려요) (IU)            | 1                 | Part 11 |

Album
| Rok  | Tytuł                                       | Najwyższa pozycja | Sprzedaż       |
| Rok  | Tytuł                                       | KOR               | Sprzedaż       |
| ---- | ------------------------------------------- | ----------------- | -------------- |
| 2020 | Sarang-ui bulsichak OST (사랑의 불시착 OST) | 8                 | - KOR: 24 881+ |